# 다니엘레 보네라
다니엘레 보네라(이탈리아어: Daniele Bonera, 1981년 5월 31일 ~ )는 이탈리아의 전 축구 선수로서, 포지션은 센터백이다. 현재 밀란의 수석 코치이다.

## 축구인 경력

### 선수 경력
2006년 7월 28일 €3,300,000의 이적료로 AC 밀란에 입단하였다. 입단 초기 오른쪽 풀백으로 활약하였으나 마시모 오도의 부상으로 센터백으로 보직을 변경하였다. 2008-09 시즌 중반 당한 치명적인 부상을 입은 후 약 10개월 간의 공백 끝에 2010년 1월 복귀전을 치렀다. 하지만 알레산드로 네스타와 카카 칼라제가 굳건히 센터백 라인을 지키고 있어 다시 오른쪽 풀백으로 보직을 옮겼다. 네스타의 이적 후 다시 센터백 자리에서 활약하고 있다.